# 扛上

## 電気回路
扛上（こうじょう）とは継電器が動作し、電磁石に電流が流れ接点が閉じた状態を言う。かつて継電器の動作が重力により復帰し接点が解放される（落下）ものであったため、慣習的に鉄道信号や軌道回路の分野では、接点が閉じ閉回路を構成した状態を慣習的に扛上と呼んでいる。

## 土木・建築
水平面から位置を引き上げることを慣習的に扛上と呼んでいる。コンクリート打設や重量物の上げ下ろし、鉄道のレールに関する作業等でその用例が見られる。